# Bladtjärnen (Skorpeds socken, Ångermanland)
Bladtjärnen är en sjö i Örnsköldsviks kommun i Ångermanland och ingår i Nätraåns huvudavrinningsområde.